# Никколо, Рауль Юрьевич
Ра́уль Ю́рьевич Ни́кколо (эст. Raul Nikkolo; 13 октября 1928, Таллин, Эстония — 5 января 1997, Таллин, Эстония) — работник целлюлозно-бумажной промышленности, депутат Верховного Совета Эстонской ССР, Герой Социалистического Труда (1966).

## Биография
В 1942—1944 годах учился в Таллинской 1-й гимназии имени Густава Адольфа.
Работал наладчиком бумагоделательной машины на Таллинском целлюлозно-бумажном комбинате имени В. Кингисеппа Министерства лесной, целлюлозно-бумажной и деревообрабатывающей промышленности СССР, затем заместителем начальника бумажного цеха.
В 1963–1967 годах был депутатом Верховного Совета Эстонской ССР шестого созыва.
30 октября 1958 года на Эстонском радио вышла передача «Люди с республиканской доски почёта», посвящённая Раулю Никколо.
О послевоенном восстановлении и развитии целлюлозно-бумажной промышленности Эстонии Рауль Никколо рассказывал в передаче Таллинского телевидения и радиовещания «Эти годы не забываются. 55», снятой в 1987 году.
В 2012 году была издана 168-страничная книга «Fahle maja. 1926—2006», посвящённая истории Таллинского целлюлозно-бумажного комбината, который в начале 2000-х годов начали перестраивать под комплекс жилых квартир, офисов, заведений культуры и досуга, кафе и магазинов. В ней, наряду с другими известными работниками предприятия, есть слова и о Рауле Никколо: «Бригада Рауля Никколо за одну смену изготавливала 15 320 килограммов бумаги первого сорта. Так как в то время любая работа была социалистической, то и Никколо был просто герой труда. В настоящее время о героях труда много не говорится. Герои вообще  большей частью остались в киноиндустрии».  

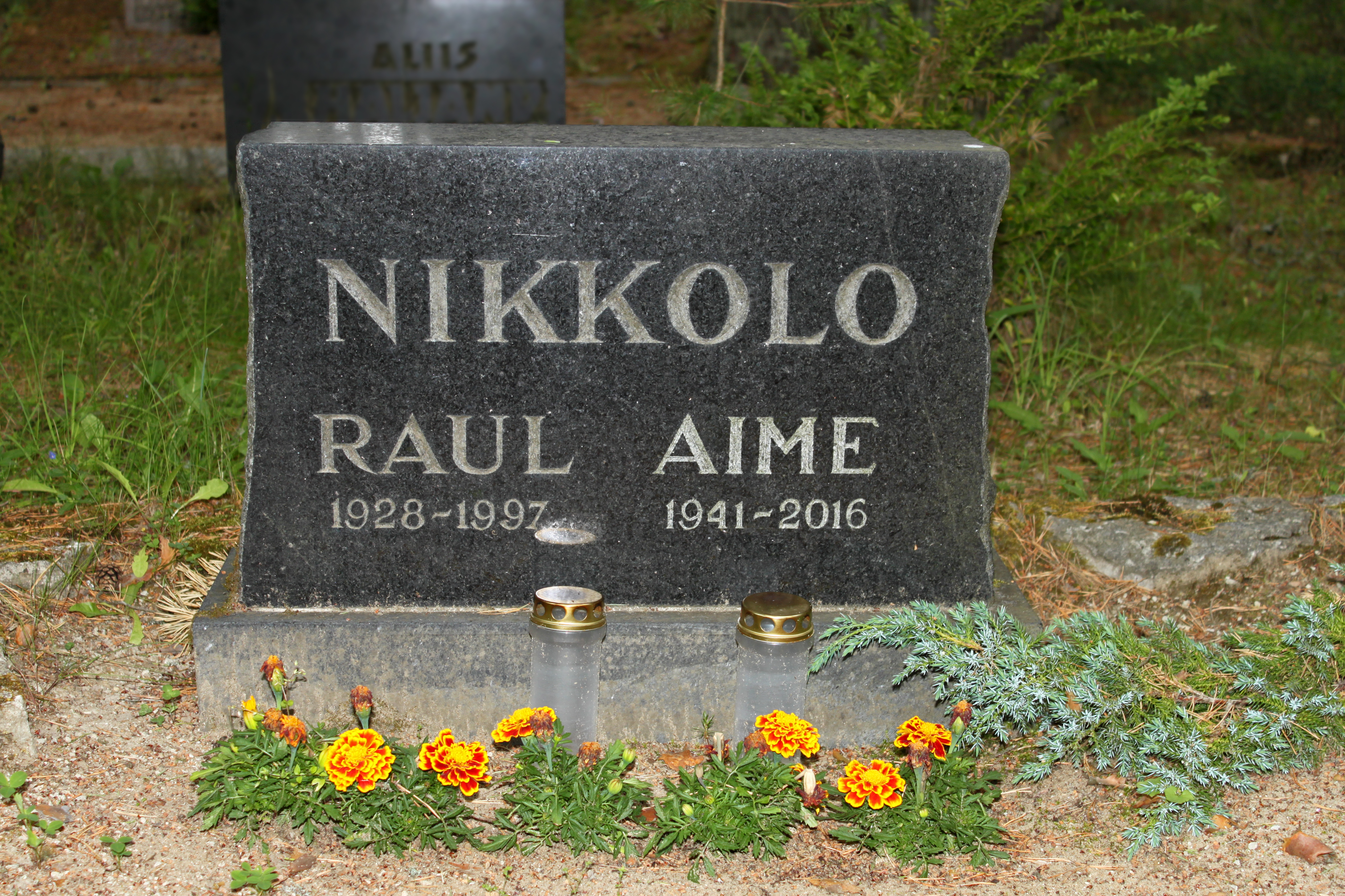
Могила Рауля Никколо

Похоронен на таллинском кладбище Пярнамяэ.

## Награды
- медаль «Серп и Молот» (1966)
- 2 ордена Ленина (1961, 1966)

## Кинохроника
В 1961 году на студии «Таллинфильм» был снят документальный сюжет для кинохроники «Советская Эстония» „Lenini ordeni omanikud: Toomas Kuuse ja Raul Nikkolo” / «Кавалеры ордена Ленина: Томас Круузе и Рауль Никколо», режиссёр Вельо Кяспер (Veljo Käsper).